# Whitehall (Palm Beach)

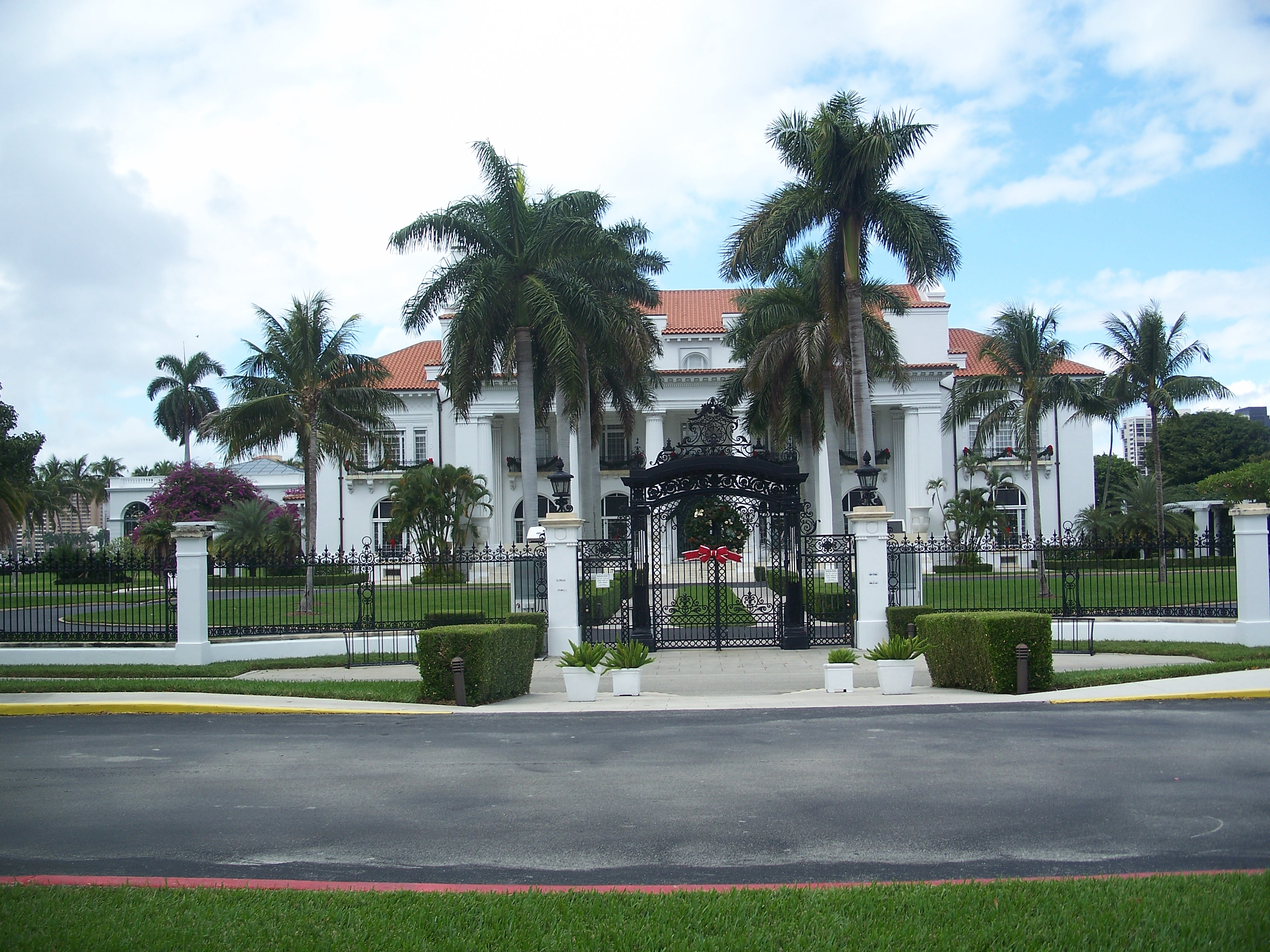
Ingresso della Whitehall

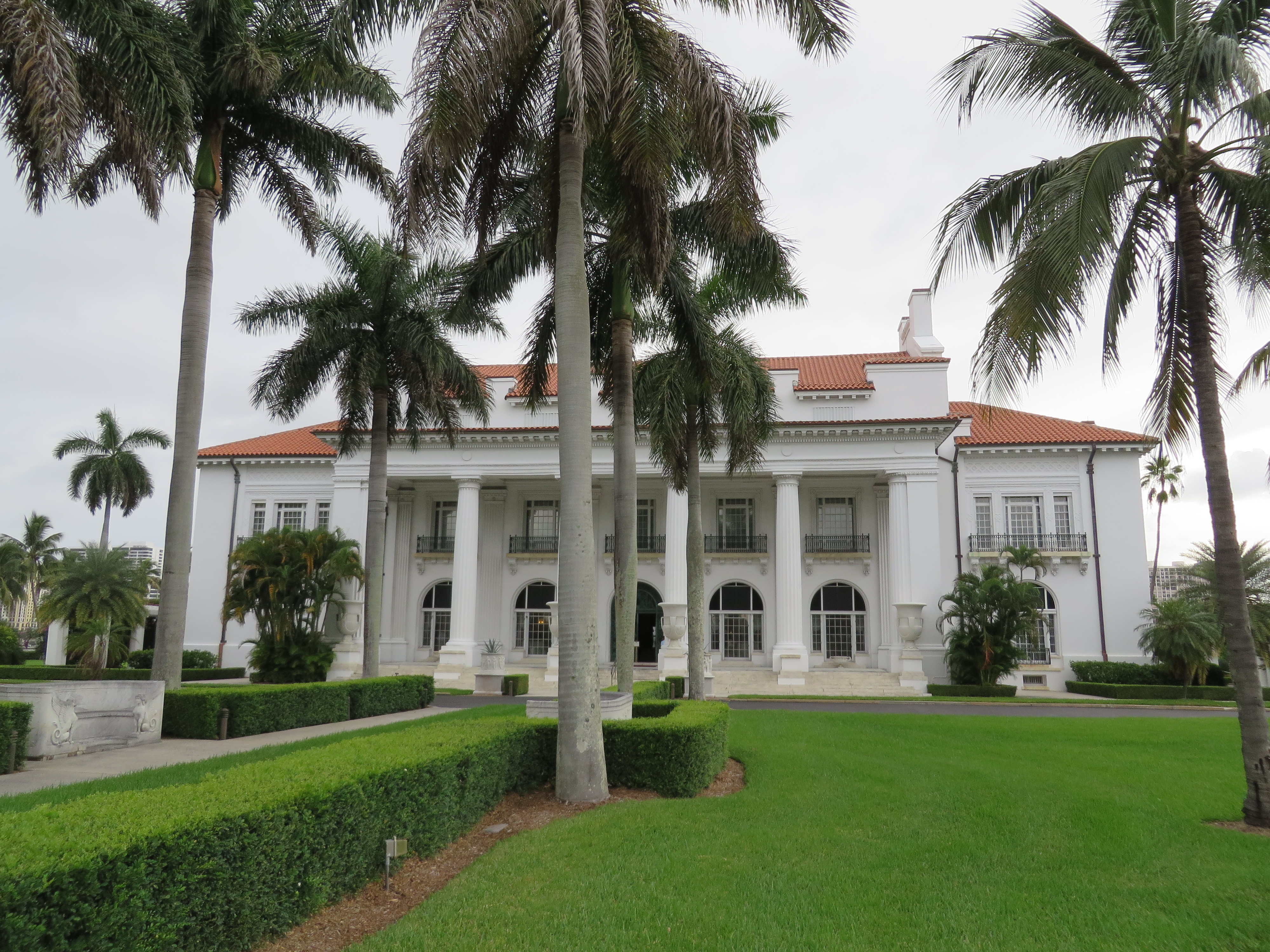
Facciata principale e giardini della Whitehall

Whitehall, nota anche come Henry Morrison Flagler House o Henry Morrison Flagler Mansion o Museo Flagler (Flagler Museum), è una storica residenza in stile Beaux-Arts di Palm Beach, in Florida (Stati Uniti d'America), risalente al 1902 e appartenuta al magnate Henry Flagler.

## Storia
La tenuta dove sorge Whitehall venne acquisita da Henry Flagler, co-fondatore della Standard Oil, nel 1893 per 50.000 dollari.
Agli del Novecento, Flagler vi fece realizzare una villa come regalo di nozze per la terza moglie, Mary Lily Kenan, concepita come residenza invernale della coppia. Il progetto di costruzione fu affidato agli architetti John Carrère e Thomas Hastings, della ditta Carrère & Hastings e per la realizzazione della villa, Flagler investì 4 milioni di dollari.
La costruzione della villa venne completata agli inizi del 1902 e i coniugi Flagler vi fecero per la prima volta il loro ingresso il 6 febbraio di quell'anno. Poco più di un mese dopo, segnatamente il 30 marzo 1902, Whitehall venne definita in un articolo apparso nel New York Herald "More wonderful than any palace in Europe", ovvero "Più meravigliosa di qualsiasi palazzo in Europa".
I Flagler solevano recarsi annualmente a Whitehall a bordo di un treno privato e avevano l'abitudine di ospitare varie persone: i più ricchi e famosi alloggiavano nella cosiddetta "camera coloniale".
Dopo la morte di Henry Flagler, avvenuta nel 1913, la villa rimase chiusa per tre anni. Mary Lily Kenan vi si recò nuovamente nel 1917, dopo essersi risposata con Robert Worth Bingham.
Con la morte di Mary Lily Kenan, avvenuta nel 1917, la residenza di Whitehall venne ereditata dalla nipote di quest'ultima, Louise Clisby Wise Lewis, che a sua volta la cedette a un gruppo di investitori.  I nuovi proprietari fecero aggiungere alla tenuta una torre di 10 piani contenente circa 250-300 stanze, riconvertendo così Whitehall in un albergo, che aprì i battenti nel 1925.
L'albergo rimase operativo fino al 1959 e dopo la chiusura, Whitehall fu a rischio demolizione. La proprietà della villa venne però rilevata da Jean Flagler Matthews, nipote di Henry Flagler, che vi fece allestire il museo Flagler: il museo aprì i battenti l'anno seguente.

## Architettura
La villa è situata a Brelsford Point, lungo la sponda orientale del Lake Worth Lagoon, tra la Cocoanut Road e la Whitehall Way.
La tenuta occupa un'area di 100.000 piedi  e la villa contiene 75 stanze.
Gli interni sono decorati in vari stili, che vanno dallo stile Luigi XVI a quello di uno chalet svizzero.

### Punti d'interesse

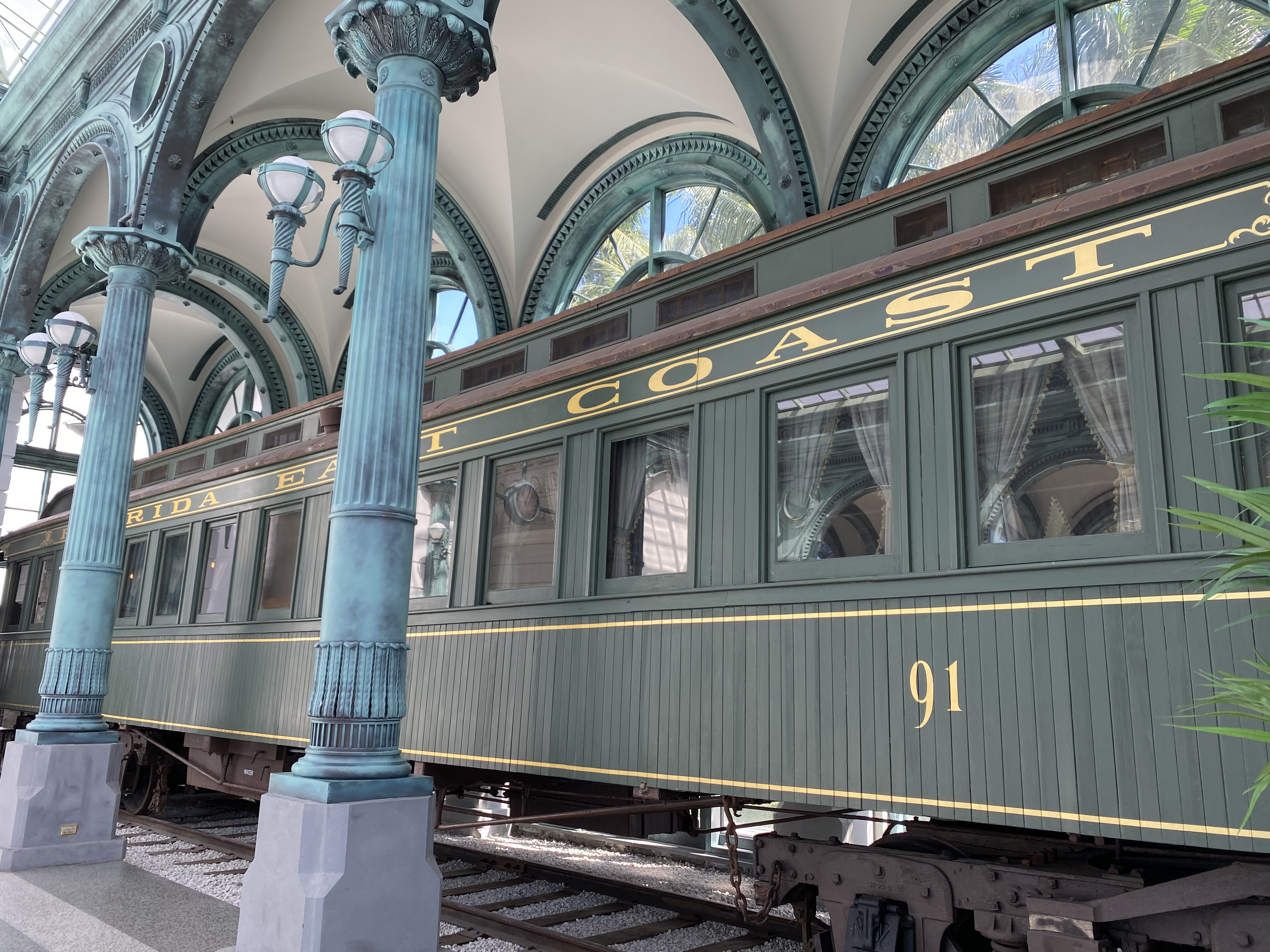
Il vagone nr. 91, ospitato nel museo annesso alla villa

- Grande atrio: è ornato di vari ritratti, tra cui quello di Jean Flagler Matthews[5]
- Salotto: contiene, tra l'altro una sala da musica in stile Luigi XVI[5]
- Stanza da letto padronale, arredata in damasco di seta giallo[3]
- Camera coloniale[5]
- Bagno padronale, con un lavandino in onice[3]
- Salone da ballo[3]
- Biblioteca[3]
- Kenan Pavilion: al suo interno è conservato il vagone nr. 91, ovvero il vagone privato usato dai coniugi Flagler per recarsi a Whitehall[1][3]